# NRW-Liga
La NRW-Liga fue una liga de quinta división de fútbol de Alemania que existió desde la creación de la 3. Bundesliga en 2008 hasta la reorganización de la Oberliga en 2012.

## Historia
Fue creada en el año 2008 luego de que naciera la 3. Bundesliga como la nueva tercera división del fútbol alemán como una de las 11 ligas regionales que conformaban la Oberliga conformada por equipos del North Rhine-Westfalia como la segunda liga importante de la región solo por debajo de la Regionalliga West.
Iniciaron con 12 equipos en la liga, aunque más tarde la cantidad pasó a 18 y se intentó ponerle a la liga el nombre de Oberliga West como la liga existente a finales de la Segunda Guerra Mundial.
En 2012 la liga fue desaparecida tras 4 años de existencia luego de que se decidiera dividir la liga en 3 ligas divisionales llamadas Mittelrheinliga, Niederrheinliga y Oberliga Westfalen.

## Ediciones Anteriores
| Temporada | Campeón             | Subcampeón            |
| 2008–09   | Bonner SC           | Fortuna Düsseldorf II |
| 2009–10   | SC Wiedenbrück 2000 | Arminia Bielefeld II  |
| 2010–11   | Rot-Weiss Essen     | Germania Windeck 1    |
| 2011–12   | Viktoria Köln       | Sportfreunde Siegen   |

- 1 El TSV Germania Windeck rechazó el ascenso y abandonó la Mittelrheinliga, el Fortuna Köln fue ascendido en su lugar.[4]

## Equipos por temporada
| Club                    | 09 | 10 | 11 | 12 |
| ----------------------- | -- | -- | -- | -- |
| Fortuna Düsseldorf II   | 2  | R  | R  | R  |
| SC Wiedenbrück          |    | 1  | R  | R  |
| Rot-Weiß Essen          | R  | R  | 1  | R  |
| Fortuna Köln            | 9  | 15 | 3  | R  |
| Viktoria Köln           |    |    |    | 1  |
| Sportfreunde Siegen     | 11 | 13 | 7  | 2  |
| MSV Duisburg II         | 7  | 11 | 8  | 3  |
| SSVg Velbert            | 13 | 12 | 6  | 4  |
| Arminia Bielefeld II    | 5  | 2  | R  | 5  |
| Alemannia Aachen II     | 3  | 6  | 4  | 6  |
| VfB Hüls                | 14 | 16 | 15 | 7  |
| KFC Uerdingen 05        |    |    |    | 8  |
| SV Bergisch Gladbach 09 |    | 9  | 12 | 9  |
| Schwarz-Weiß Essen      | 4  | 4  | 5  | 10 |
| Westfalia Rhynern       |    |    | 16 | 11 |
| TuS Dornberg            |    |    |    | 12 |
| SV Schermbeck           | 15 | 14 | 10 | 13 |
| VfB Speldorf            |    | 8  | 9  | 14 |
| TuS Erndtebrück         |    |    |    | 15 |
| VfB Homberg             |    |    | 11 | 16 |
| Rot-Weiss Ahlen         | 2B | 2B | 3L | 17 |
| Westfalia Herne         | 6  | 7  | 13 | 18 |
| Germania Windeck 1      | 10 | 3  | 2  |    |
| FC Wegberg-Beeck 3      |    |    | 14 |    |
| SpVgg Erkenschwick      |    |    | 17 |    |
| 1. FC Kleve 4           | R  | 10 | 18 |    |
| Bonner SC 5             | 1  | R  |    |    |
| Rot-Weiß Essen II 2     | 8  | 5  |    |    |
| Hammer SpVg             | 16 | 17 |    |    |
| SG Wattenscheid 09      | 12 | 18 |    |    |
| TSG Sprockhövel         |    | 19 |    |    |
| FC Gütersloh            | 17 |    |    |    |
| SF Oestrich-Iserlohn    | 18 |    |    |    |
| Delbrücker SC           | 19 |    |    |    |

Fuente:
- 1 Al finalizar la temporada 2012–13, el Germania Dattenfeld abandonó la liga.
- 2 Al finalizar la temporada 2009–10, el Rot-Weiß Essen II fue descendido de la liga debid a que el primer equipo descendió a la NRW-Liga.
- 3 El FC Wegberg-Beeck no obtuvo la licencia para jugar en la liga para la temporada 2011–12 y fue descendido.
- 4 El 1. FC Kleve abandonó la liga en la temporada 2010–11.
- 5 Al finalizar la temporada 2009–10, el Bonner SC declaró insolvencia económica y descendió a la Landesliga (séptima división).

.

### Simbología
| Símbolo | Significado                       |
| ------- | --------------------------------- |
| B       | Bundesliga (1963–presente)        |
| 2B      | 2. Bundesliga (1974–presente)     |
| 3L      | 3. Liga (2008–presente)           |
| R       | Regionalliga West (2008–presente) |
| 1       | Campeón de Liga                   |
| Lugar   | Liga                              |
| Blanco  | Jugó en una categoría inferior    |